# Hanriot H.19
Hanriot H.19 (HD.19) – francuski samolot szkolno-treningowy z okresu międzywojennego.

## Historia
W 1922 roku inż. Réné Hanriot skonstruował i zbudował we własnej firmie Compagnie des Avions Hanriot prototyp samolotu, który został oznaczony jako HD.19. W 1923 roku opracował dwumiejscową wersję szkolno-treningową tego samolotu, którą oznaczono jako HD-19ET2 oraz uruchomił produkcję niedużej serii tych samolotów.
W 1923 roku przedstawiciele polskiego lotnictwa wojskowego złożyli zamówienie na zakup 6 samolotów HD-19bis, w tym jednego wzorcowego do produkcji seryjnej oraz zakupili licencję na produkcję tego samolotu w Polsce. Samoloty te zostały dostarczone do Polski na początku 1925 roku.
Produkcję licencyjną tego samolotu powierzono Wielkopolskiej Fabryce Samolotów „Samolot” w Poznaniu. Produkcję tego samolotu rozpoczęto w 1925 roku i otrzymał oznaczenie Hanriot H.19. Samolot ten nieznacznie zmodyfikowano w stosunku do pierwowzoru, przez ujednolicenie części z samolotem Hanriot H.28, a następnie w wersji H.19a przez zmianę umieszczenia chłodnicy silnika, którą przeniesiono znad silnika pod kadłub na wysokość pierwszej goleni.
Łącznie w Polsce zbudowano w dwóch seriach w 1925 i 1926 roku 50 samolotów Hanriot H.19 i 30 samolotów H.19a.

## Użycie w lotnictwie polskim
Samolot Hanriot H.19 został wprowadzony na wyposażenie wojskowych szkół lotniczych i eskadr szkolnych pułków lotniczych. Był tam stosowany do szkolenia pilotów jako maszyna przejściowa między typowymi samolotami szkolnymi a samolotami bojowymi. Znajdował się on na wyposażeniu lotnictwa wojskowego w latach 1925–1935. Od 1930 roku był stopniowo wycofywany. Samolot nie cieszył się dobrą opinią pilotów, był uważany za zbyt trudny w pilotażu jak na samolot szkolny, wymagający m.in. precyzyjnego lądowania.

## Opis konstrukcji
Samolot Hanriot H.19 był dwumiejscowym samolotem szkolno-treningowym, dwupłatem o konstrukcji drewnianej. Podwozie klasyczne – stałe, z płozą ogonową.
Kadłub miał konstrukcję kratownicową drewnianą, kryty był płótnem. Z przodu znajdował się silnik rzędowy, chłodzony cieczą, napędzający dwułopatowe śmigło. W obrębie silnika kadłub pokryty był blachą aluminiową. Za silnikiem w kadłubie umieszczono dwie odkryte kabiny, pierwsza – instruktora, druga – ucznia, które nie były od siebie oddzielone. Kabina była wyposażona w dwuster i jeden komplet przyrządów pokładowych. Na końcu kadłuba zamontowano klasyczne usterzenie pionowe i poziome z podziałem na stateczniki i stery.
Płaty o konstrukcji drewnianej, dwudźwigarowe, kryte płótnem o kształcie prostokątnym. Komora płatów jednoprzęsłowa. Płaty górne i dolne były wzajemnie wymienne.
Podwozie klasyczne, stałe trójgoleniowe, z osią dzieloną, składało się z profilowanych rur stalowych, amortyzowane sznurem gumowym.